# Ніклас Гроссманн
Ніклас Гроссманн (швед. Nicklas Grossmann; 22 січня 1985, м. Нака, Швеція) — шведський хокеїст, захисник. Виступає за «Аризона Койотс» у Національній хокейній лізі. 
Вихованець хокейної школи ХК «Гнеста». Виступав за ХК «Седертельє», «Айова Старс» (АХЛ), «Даллас Старс», «Філадельфія Флайєрс».
В чемпіонатах НХЛ — 575 матчів (13+73), у турнірах Кубка Стенлі — 31 матч (1+2). У чемпіонатах Швеції — 32 матчі (0+2), у плей-оф — 9 матчів (0+0).
У складі національної збірної Швеції учасник чемпіонатів світу 2009 і 2011 (11 матчів, 0+1). У складі молодіжної збірної Швеції учасник чемпіонату світу 2005. 
Досягнення
- Срібний призер чемпіонату світу (2011), бронзовий призер (2009).